# Toru Kumon
Toru Kumon (japanisch 公文 公 Kumon Tōru; * 26. März 1914 in der Präfektur Kōchi; † 25. Juli 1995 in Osaka) war ein japanischer Mathematiklehrer und Erfinder der Kumon-Methode.
Er besuchte die Universität Osaka und studierte dort Mathematik. Nach seinem Abschluss arbeitete er dann als Mathematiklehrer in Osaka. Dort heiratete er Teiko, mit der er zwei Söhne hatte.
Im Jahr 1954 war sein damals 8-jähriger Sohn Takeshi im zweiten Jahr und kam mit schlechten Mathematik Noten nach Hause. Darauf forderte ihn seine Frau auf sich darum zu kümmern. Er sah sich dessen Bücher an und sah das diese wenig Möglichkeit gaben zu üben und dort wirklich gut zu werden. Daher begann er Übungsblätter für seinen Sohn zu entwickeln. Das Erfolg war verblüffend; als sein Sohn im 6. Jahr war, konnte er bereits Integrale lösen die man sonst erst auf der höheren Schule lernt. Das war der Beginn der nach ihm benannten Kumon-Methode.
Durch den Erfolg von Takeshi wurde auch andere Eltern aufmerksam. Bereits 1956 wurde in Osaka das Kumon Center eröffnet. Im Jahr 1958 gründete er dann das Kumon Institute of Education, dass die Standards für die Kumon Center setzen sollte.
Die Methode setzt auf kleine Schritte und individuelle Arbeitsbögen, die Grundlagen der Mathematik und Sprache vermitteln. Außerdem sollen die Studenten unabhängig lernen und auch Fähigkeiten jenseits der Lernziele der Schulen. Das „meistern“ eines Zieles definierte Kumon als die Fähigkeit, gute Ergebnisse in gegebener Zeit zu erzielen. Daher wird Genauigkeit und Geschwindigkeit gefördert.
In späteren Jahren gab Kumon viele Vorträge zu seiner Methode. Er betonte die Notwendigkeit das Lehrmaterial auf die Fähigkeit des Schülers abzustimmen und nicht auf dessen Alter; dadurch können die Schüler mehr als nur die Schulziele erreichen und haben eine positive Einstellung zur Mathematik.
Toru Kumon starb am 25. Juli 1995 an einer Lungenentzündung. In Osaka findet man das Kumon Museum und feiert am 20. Oktober den Kumon Foundation Tag. Außerdem ist der Asteroid (3569) Kumon nach ihm benannt.